# Cerkiew św. Mikołaja w Voskopojë
Cerkiew św. Mikołaja (alb. Kisha e Shën Kollit) – prawosławna cerkiew w Voskopojë, w Albanii. 
Kościół został zbudowany w latach 1721–1722 w czasie największego rozkwitu Moskopole, a został ukończony w 1726. Jego fundatorem był Hadji Georgi, który został przedstawiony na fresku na południowej ścianie świątyni nieopodal wejścia. Malowidła zostały wykonane w 1726 przez Dawida z Selenicy, reprezentującego szkołę XIII w. Manuel Panselinos, a kontynuowane w 1750 przez braci Kostandina i Athanasa Zografi z Korczy, którzy pomalowali m.in. arkady. Informacje te zawiera jeden z fresków. Tron biskupi, arcydzieło snycerki, został wykonany w 1758 przez mistrza Andona Korfiatiego.

Jest to jednonawowa bazylika z charakterystycznymi dla świątyń bizantyjskich elementami architektonicznymi: nawą, apsydą, naos, narteksem, arkadą oraz dzwonnicą. Dzwonnica, która obecnie stanowi także bramę wejściową na otoczony kamiennym murem obszar przycerkiewny, została postawiona w 1936, na miejscu wcześniej istniejącej. 

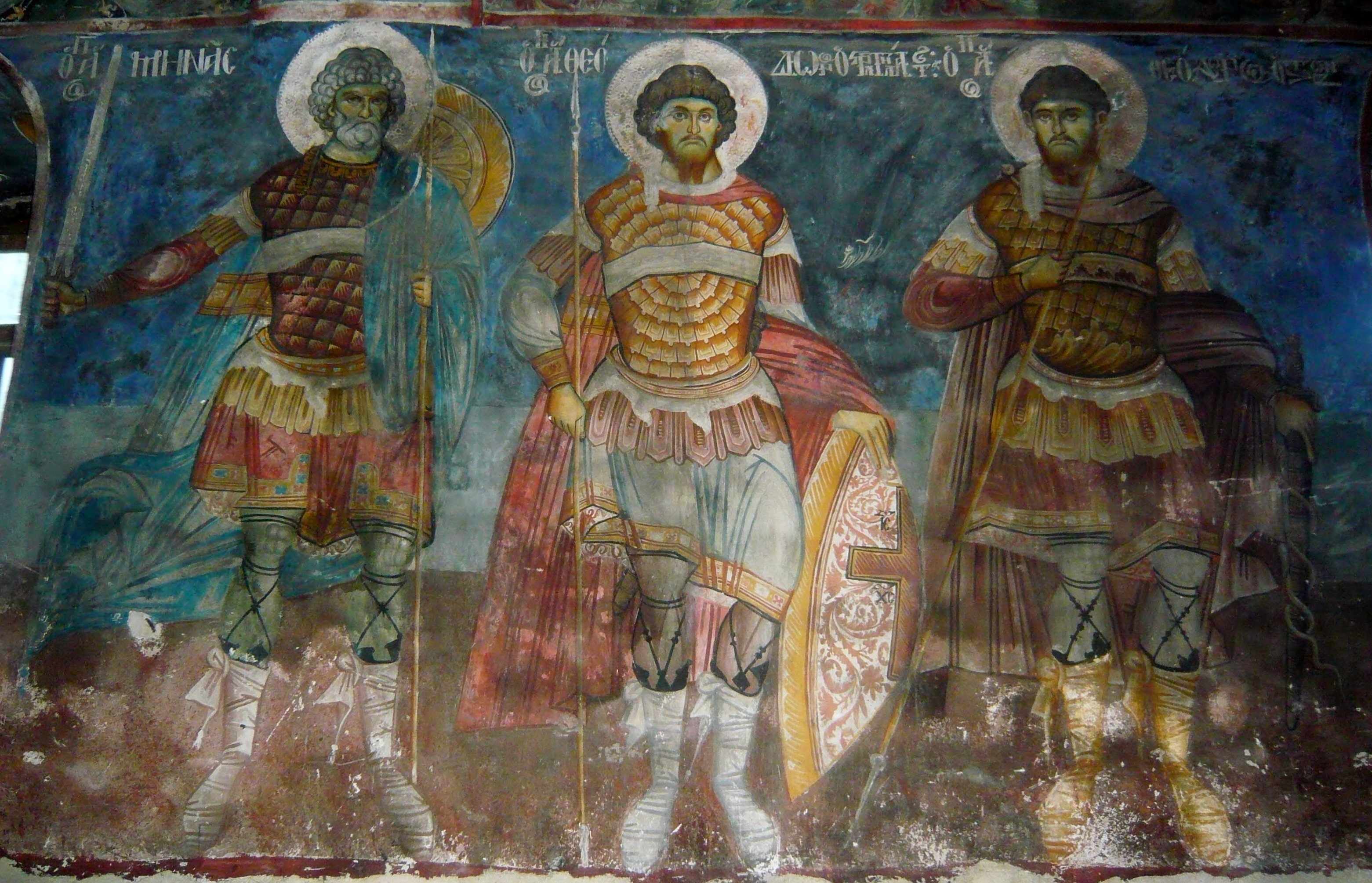
Freski z wnętrza kościoła, dzieło Dawida z Salenicy (1726)

W czasie II wojny światowej spłonął dach świątyni, która pozostawała narażona na niszczące działania pogodowe przez kilka lat, wówczas częściowemu zniszczeniu uległy freski na sklepieniu oraz wewnątrz kopuły. W 1948 obiekt został wpisany na listę religijnych zabytków kulturowych Albanii (Objekte fetare me statusin Monument Kulture). W czasie trzęsienia ziemi w 1960 arkady zostały oddzielone od głównego budynku i przesunięte na około 28 cm. Dwa lata później skomplikowana operacja ponownego połączenia została przeprowadzona na zlecenie Instituti i Monumenteve te Kultures.